# Ao Nang

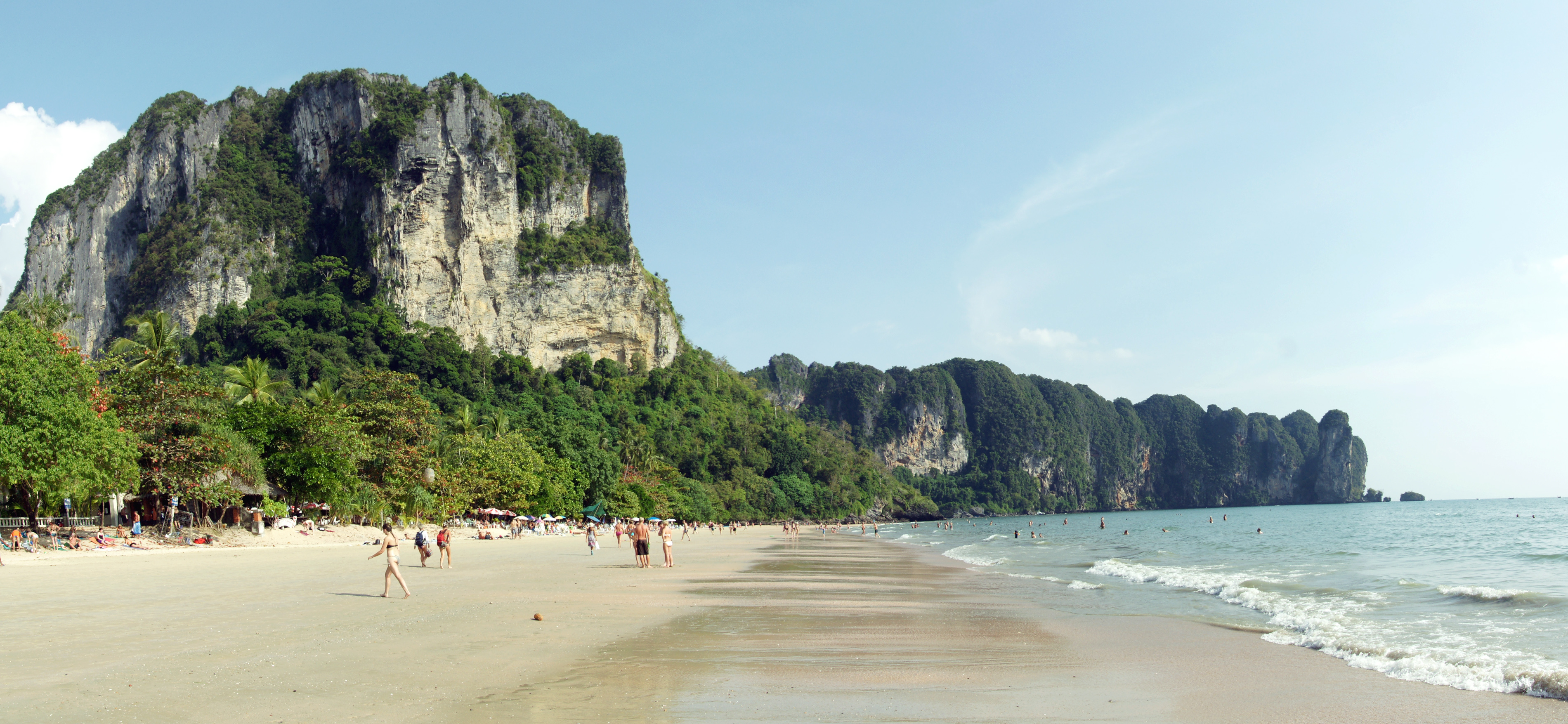
Strand von Ao Nang

Ao Nang (Thai อ่าวนาง, etwa „Damen-Bucht“) ist ein Ort in der Provinz Krabi in Südthailand. Ao Nang ist auch Verwaltungssitz und größter Ort der gleichnamigen Gemeinde (Tambon) im Bezirk (Amphoe) Mueang Krabi.

## Lage
Der kleine Ort mit knapp 8.000 Einwohnern liegt etwa 20 Kilometer westlich der Provinzhauptstadt Krabi, er befindet sich am östlichen Rand der Bucht von Phang-nga, einem Meereseinschnitt der Andamanensee.

## Geschichte
Der Tsunami, ausgelöst durch das Seebeben im Dezember 2004 erreichte auch Ao Nang. Durch die vorgelagerten Kalkfelsen, die quasi als Wellenbrecher fungierten, hielten sich die Schäden im Vergleich zu anderen Küstenorten der Region aber in Grenzen.

## Verwaltung

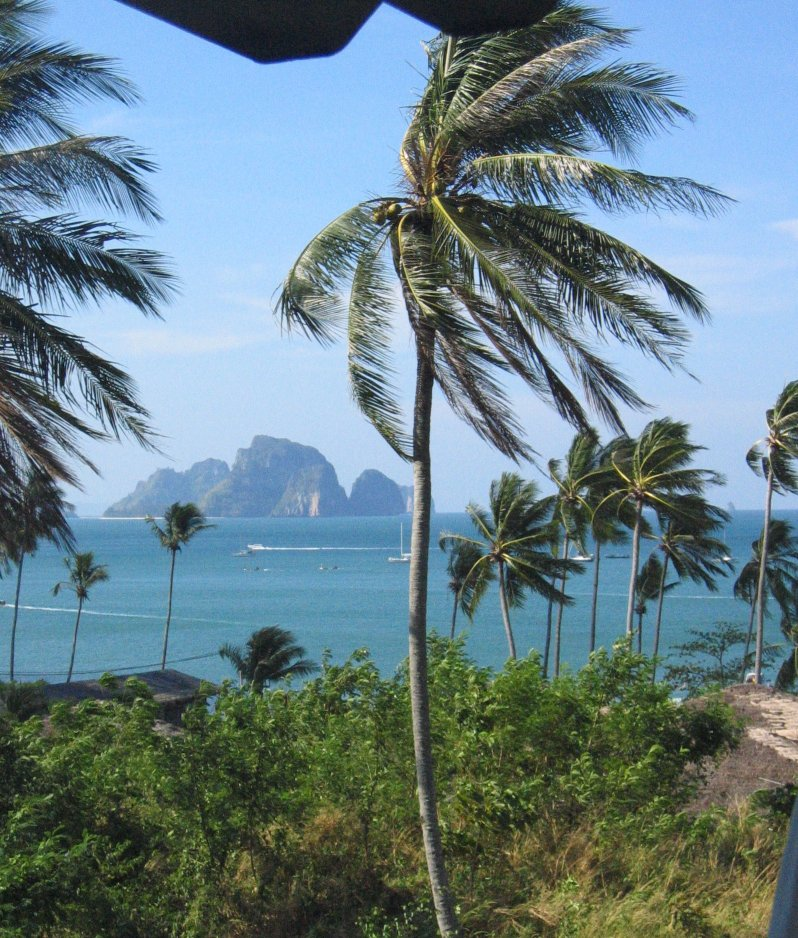
Blick auf Ao Nang

Der Tambon Ao Nang ist in acht Ortschaften (Muban) unterteilt.
| Nr. | Name              | Thai       |  |
| 1.  | Baan Chong Phli   | บ้านช่องพลี   |  |
| 2.  | Baan Ao Nang      | บ้านอ่าวนาง  |  |
| 3.  | Baan Khlong Haeng | บ้านคลองแห้ง |  |
| 4.  | Baan Na thin      | บ้านนาตีน    |  |
| 5.  | Baan Thung        | บ้านทุ่ง      |  |
| 6.  | Baan Khlong Son   | บ้านคลองสน  |  |
| 7.  | Baan Ko Phi Phi   | บ้านเกาะพีพี  |  |
| 8.  | Baan Laem Thong   | บ้านแหลมตง  |  |

## Wirtschaft
Ursprünglich ein kleines Fischerdorf, hat sich Ao Nang seit den 1990er Jahren vom Geheimtipp für Rucksackreisende zu einem stark frequentierten Ziel des internationalen Massentourismus entwickelt. Der Ort hat sich von seinen ursprünglichen Strukturen nahezu völlig verabschiedet und ist mit seiner gesamten Infrastruktur auf den Tourismus eingestellt, der mit Abstand wichtigster Wirtschaftsfaktor Ao Nangs geworden ist. Begünstigt wurde diese Entwicklung durch die unmittelbar am Ort befindliche, etwa zwei Kilometer lange Ao Nang Beach mit ihrer Aussicht auf die vorgelagerten Inseln, sowie die verkehrsgünstige Lage zum nur gut 30 Kilometer entfernten Flughafen von Krabi (KBV).

## Sehenswürdigkeiten
Kulturelle Sehenswürdigkeiten sind im Tambon Ao Nang nicht zu finden. Dagegen bietet die tropische Natur in der näheren Umgebung unter anderem diese Sehenswürdigkeiten:
- der Nationalpark Hat Noppharat Thara – Mu Ko Phi Phi (Thai: อุทยานแห่งชาติหาดนพรัตน์ธารา-หมู่เกาะพีพ), dem auch der Strand von Ao Nang angehört,
- der Noppharat-Thara-Strand (Thai: หาดนพรัตน์ธารา) ist ebenfalls Teil des Nationalparks, er liegt etwa ein Kilometer westlich von Ao Nang Beach entfernt,
- der Strand der Halbinsel Rai Leh (auch: Raleigh oder Railay, Thai: อ่าวไร่เลย์) liegt ungefähr fünf Kilometer südöstlich des Hauptstrandes von Ao Nang,
- sowie weitere kleinere Höhlen.

Etwas weiter entfernt:
- der Nationalpark Than-Bok-Khorani (Thai: อุทยานแห่งชาติธารโบกขรณี) mit dem Than-Bok-Khorani-Wasserfall, natürlichen Wasserbecken und zahlreichen Grotten, von denen manche prähistorische Höhlenmalereien aufzuweisen haben, liegt im Amphoe Ao Luek im Nordwesten der Provinz,
- die Tropfsteinhöhle Tham Phet (Diamanten-Höhle – wegen der glitzernden Stalagmiten und Stalaktiten) liegt drei Kilometer von Ao Luek Nuea, Amphoe Ao Luek ebenfalls im Nordwesten der Provinz Krabi,
- der Höhlentempel Wat Tham Sua mit der Tiger-Höhle (ถ้ำเสือ – Tham Suea) liegt etwa zehn Kilometer nördlich der Provinzhauptstadt Krabi.